# Klukkutindar
Klukkutindar är en bergstopp i republiken Island. Den ligger i regionen Suðurland, 60 km öster om huvudstaden Reykjavík. Toppen på Klukkutindar är 880 meter över havet.
Trakten runt Klukkutindar är nära nog obefolkad, med mindre än två invånare per kvadratkilometer. Närmaste större samhälle är Laugarvatn, omkring 10 kilometer söder om Klukkutindar. Trakten runt Klukkutindar består i huvudsak av gräsmarker.